# Géza I av Ungern

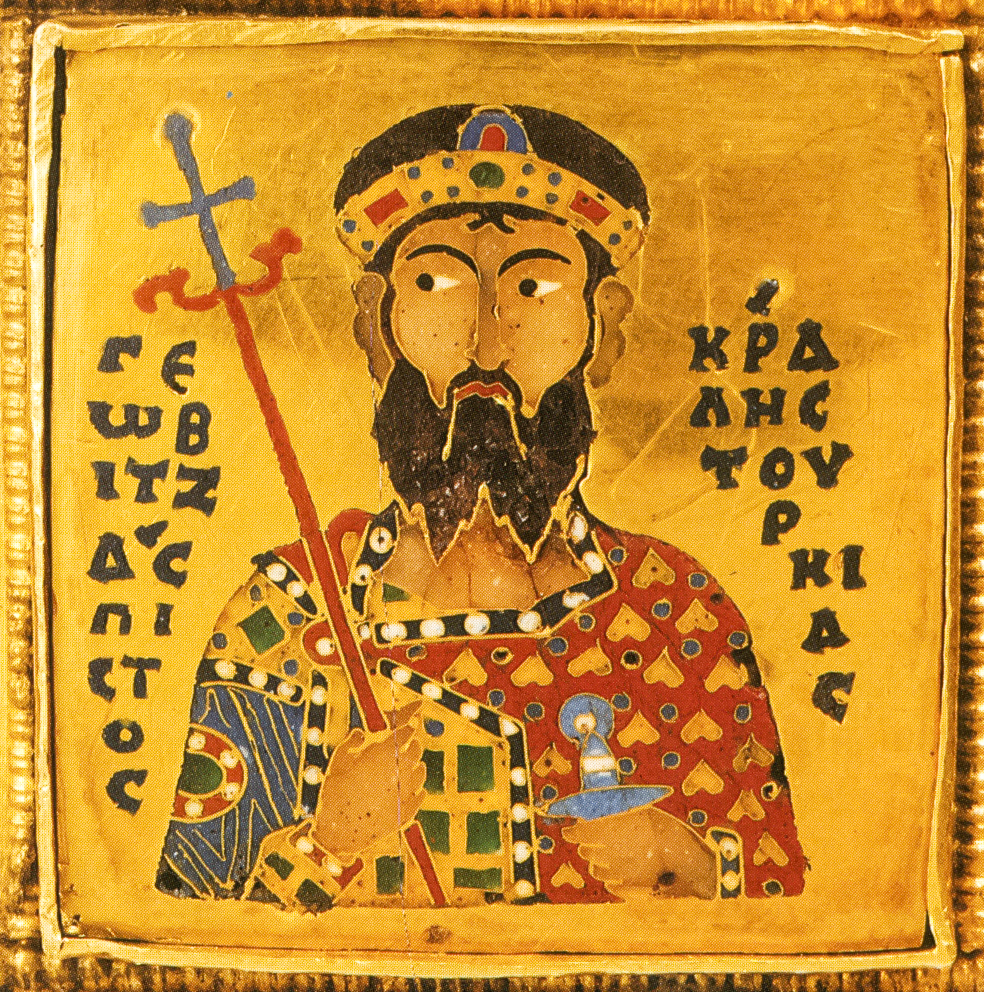
Géza I

Géza I, född cirka 1040, död 25 april 1077, var hertig av Ungern från 1063 och kung av Ungern från 1074 till sin död. Han var son till Bela I av Ungern, och den polske kungen Mieszko II:s dotter Adelajda. Han efterträddes av sin bror Ladislaus I.
Vid sin kröning fick Géza en krona av den bysantinske kejsaren Mikael VII Ducas i vilken kung Stefan I:s antika krona hade inkorporerats. Gézas korta styre präglades av allmän oro i riket. Han erövrade i alla fall Kroatien från sin svåger Dmitar Zvonimir. Han gifte sig två gånger; först med Sophia von Looz, dotter till greven av Looz, och sedan med Synadene, en av kejsaren Nikeforos III:s syster/brorsdöttrar. I sitt första äktenskap fick han två barn, Koloman av Ungern och prins Álmos.